# Massarina mauritiana
Massarina mauritiana är en svampart som beskrevs av Poonyth, K.D. Hyde, Aptroot & Peerally 1999. Massarina mauritiana ingår i släktet Massarina och familjen Massarinaceae.   Inga underarter finns listade i Catalogue of Life.